# Belvosia
Belvosia är ett släkte av tvåvingar. Belvosia ingår i familjen parasitflugor.

## Dottertaxa tillBelvosia, i alfabetisk ordning[1]
- Belvosia albifrons
- Belvosia aldrichi
- Belvosia analis
- Belvosia ansata
- Belvosia argentifrons
- Belvosia atrata
- Belvosia auratilis
- Belvosia auripilosa
- Belvosia aurulenta
- Belvosia australis
- Belvosia barbosai
- Belvosia basalis
- Belvosia bella
- Belvosia bicincta
- Belvosia biezankoi
- Belvosia bifasciata
- Belvosia borealis
- Belvosia bosqi
- Belvosia bruchi
- Belvosia campestris
- Belvosia canadensis
- Belvosia canalis
- Belvosia catamarcensis
- Belvosia chaetosa
- Belvosia chiesai
- Belvosia chrysopyga
- Belvosia ciliata
- Belvosia contermina
- Belvosia cuculliae
- Belvosia elusa
- Belvosia equinoctialis
- Belvosia ferruginosa
- Belvosia formosa
- Belvosia formosana
- Belvosia fosteri
- Belvosia frontalis
- Belvosia fuscisquamula
- Belvosia hirta
- Belvosia lata
- Belvosia leucopyga
- Belvosia lilloi
- Belvosia lugubris
- Belvosia luteola
- Belvosia manni
- Belvosia matamorosa
- Belvosia mira
- Belvosia naccina
- Belvosia nigrifrons
- Belvosia obesula
- Belvosia ochriventris
- Belvosia omissa
- Belvosia piurana
- Belvosia pollinosa
- Belvosia potens
- Belvosia proxima
- Belvosia recticornis
- Belvosia ruficornis
- Belvosia rufifrons
- Belvosia semiflava
- Belvosia slossonae
- Belvosia smithi
- Belvosia socia
- Belvosia spinicoxa
- Belvosia splendens
- Belvosia tibialis
- Belvosia townsendi
- Belvosia unifasciata
- Belvosia vanderwulpi
- Belvosia weynberghiana
- Belvosia wiedemanni
- Belvosia villaricana
- Belvosia williamsi
- Belvosia willinki
- Belvosia vittata